# СС Кронпринзесин Цецилие
СС Кронпринзесин Цецилие је бивши немачки трансатлантик поринут 1906. године. Своје прво (девичанско) путовање је одржао 14. јула 1907. године. У априлу 1917. Америка га је одузела од Немаца и користила у војне сврхе и за превоз војника и рањеника. 28. јула 1917. Америка га је преименовала у УСС Монт Верон (ID-4508). 29. септембра 1919. вратили су га Немцима и Немци су га 13. септембра 1940. изрезали у старо гвожђе.